# 오후엘라
스페인어로 '플레이크(얇은 조각)'를 의미하는 오후엘라(Hojuela)는 오븐에서 구운 달콤한 후식이다. 스페인이나 아메리카의 전통 음식으로, 특히 콜롬비아를 포함한 라틴아메리카 국가들에서는 일반적으로 성주간과 크리스마스에 만들어 먹는다. 재료는 지역에 따라 차이가 있지만 일반적으로 기름에 튀긴 밀가루 반죽에 설탕을 뿌려 만든다.

## 콜롬비아에서
오후엘라는 일반적으로 명절 기간에 만들어 먹는다. 대개 만하르 블랑코(manjar blanco), 나티야스(natillas), 브뉴엘로스(buñuelos)와 함께 먹는다. 들어가는 재료는 일반적으로 밀가루, 달걀, 물, 오렌지 즙 반 컵 이하 정도이다. 그런 다음 반죽 조각을 식물성 기름으로 튀겨서 완성한다.

## 칠레에서
칠레에서 오후엘라는 종려나무 열매로 만든 시럽을 사용하는 전통적인 조리법을 변형하여 만들어진다.

## 스페인어 속담
'Miel sobre hojuelas'는 영어에서의 표현 'Icing on the cake', 한국어 표현 중에는 금상첨화와 유사한 스페인어 속담이다. 오후엘라에는 설탕보다는 꿀을 더해서 더 맛있게 먹었기 때문에 이런 표현이 나왔다고 추정된다. 이는 이미 좋은 것을 더 좋게 만든다는 의미를 가진다.